# Galovac (Maglaj)
Pour les articles homonymes, voir Galovac.
Galovac (en serbe cyrillique : Галовац) est un village de Bosnie-Herzégovine. Il est situé dans la municipalité de Maglaj, dans le canton de Zenica-Doboj et dans la fédération de Bosnie-et-Herzégovine. Selon les premiers résultats du recensement bosnien de 2013, il compte 152 habitants.